# Apocheiridium inexpectum
Espèce
Apocheiridium inexpectum est une espèce de pseudoscorpions de la famille des Cheiridiidae.

## Distribution
Cette espèce est endémique de Californie aux États-Unis. Elle se rencontre vers Beaumont.

## Description
Apocheiridium inexpectum mesure de 0,9 à 1,1 mm

## Publication originale
- Chamberlin, 1932 : On some false scorpions of the superfamily Cheiridioidea (Arachnida - Chelonethida). Pan-Pacific Entomologist, vol. 8, p. 137-144 (texte intégral).